# Urosaurus
Genre
Urosaurus est un genre de sauriens de la famille des Phrynosomatidae.

## Répartition
Les espèces de ce genre se rencontrent dans le sud-ouest des États-Unis et au Mexique.

## Liste des espèces
Selon The Reptile Database (26 février 2012) :
- Urosaurus auriculatus (Cope, 1871)
- Urosaurus bicarinatus (Duméril, 1856)
- Urosaurus clarionensis (Townsend, 1890)
- Urosaurus gadovi (Schmidt, 1921)
- Urosaurus graciosus Hallowell, 1854
- Urosaurus irregularis (Fischer, 1881)
- Urosaurus lahtelai Rau & Loomis, 1977
- Urosaurus nigricaudus (Cope, 1864)
- Urosaurus ornatus (Baird & Girard, 1852)

## Publication originale
- Hallowell, 1854 : Descriptions of new Reptiles from California. Proceedings of the Academy of Natural Sciences of Philadelphia, vol. 7, p. 91–97 (texte intégral).